# Football Australia
Football Australia är Australiens fotbollsförbund med säte i Darlinghurst, Sydney, New South Wales. Förbundet grundades den 1911 (under namnet Commonwealth Football Association) med uppgift att främja och administrera den organiserade fotbollen i Australien, och att företräda den utanför landets gränser. Förbundet är anslutet till Fifa sedan 1963, och medlem av AFC sedan 2006. Förbundet var tidigare medlem av Oceaniens fotbollskonfederation OFC.
Förbundets tidigare namn
- Commonwealth Football Association: 1911–1921
- Australian Soccer Association: 1921–1960
- Australian Soccer Federation: 1961–1995
- Soccer Australia: 1995–2003
- Australian Soccer Association: 2003–2004
- Football Federation Australia: 1 januari 2005-2020
- Football Australia: Sedan december 2020